# Skakavac (vodopad kod Sarajeva)
Vodopad Skakavac se nalazi sjeverno od Sarajeva i udaljen je oko 12 km sjeverno od centra grada iznad sela Nahorevo. Vodopad je visok 98 metara. Vodopad Skakavac nastaje od istoimenog potoka koji izvire ispod vrha Bukovik (1532 m), a ulijeva se u Perački potok. Geomorfološki je spomenik prirode. Površina zaštićenog područja iznosi 1430,7 ha. 
Nalazi se na planini Ozrenu.
Vegetacija oko samog vodopada obiluje različitim endemičnim i reliktnim biljkama. 